# Brachionidium folsomii
Brachionidium folsomii är en orkidéart som beskrevs av Robert Louis Dressler. Brachionidium folsomii ingår i släktet Brachionidium och familjen orkidéer. Inga underarter finns listade i Catalogue of Life.